# Ákos Szarka
Ákos Szarka (Dunajská Streda, 24 novembre 1990) è un calciatore slovacco, attaccante dell'Ajka.

## Carriera

### Club
Prodotto delle giovanili dello Slovan Bratislava, il club lo cede in prestito sia al Petržalka sia al DAC Dunajská Streda: dopo 4 gol in 16 incontri di campionato nella stagione 2013-2014, nel luglio 2014 il DAC ne riscatta il cartellino a titolo definitivo dallo Slovan Bratislava. Il 29 agosto 2015 firma un poker di reti contro il Podbrezová (5-1).